# 凌志IS
凌志IS（Lexus IS）是豐田汽車公司旗下凌志品牌的入門級紧凑型豪華轎車。IS是“Intelligent Sport”（智能運動車）的缩写。主要竞争对手为寶馬3系、平治C级和及日產Skyline/英菲尼迪G系列。
1998年-2005年，IS在日本市场以“豐田Altezza（Altezza源自意大利语，意为“至高无上”）名義發售。

## 第一代（代号XE10，1998年10月-2005年8月）
此車為了与歐系豪華房車的競爭，在設計方面更頃向性能，在1998年推出的時候受到了各方的高度贊賞，成為了日本1998年-1999年度的最佳汽車榮譽。2000年該車以“凌志IS”的命名闖蕩歐美市場。
Altezza/IS共有三個版本：
| AS 200/IS 200 |                                      |
| 底盤編號      | TA-SXE-10（四門版）                  |
| 底盤編號      | TA-GXE-10（Gita五門旅行車）          |
| 底盤編號      | TA-GXE-15（Gita旅行車，四輪驅動版）  |
| 引擎          | 2.0升直列六缸引擎（代號1G-FE）       |
| 輸出          | 160匹馬力（118 kW）/155 PS（114 kW） |
| 變速器        | 6前速手動變速器／4前速自動變速箱     |

| RS 200   |                                            |
| 底盤編號 | GH-SXE-10（轎車）                          |
| 引擎     | 2.0升直列四缸引擎（代號3S-GE，雅馬哈代工） |
| 輸出     | 210匹馬力（154 kW）                        |
| 變速器   | 6前速手動變速器／5前速自動變速器           |

| AS 300/IS 300 |                                             |
| 底盤編號      | TA-JCE-10（Gita五門旅行版）                 |
| 底盤編號      | TA-JCE-15（Gita五門旅行車，四輪驅動）       |
| 引擎          | 3.0升直列六缸引擎（代號2JZ-GE）             |
| 輸出          | 220匹馬力                                   |
| 變速器        | 5前速自動變速器（Gita五門旅行車）           |
| 變速器        | 4前速自動變速器（Gita五門旅行車，四輪驅動） |

Altezza/IS銷往歐洲、北美和日本的掀背旅行車型號分为“Gita”（日版Altezza）和“SportCross”（歐美版IS），以凌志IS命名的五門旅行車因为只提供3.0升直列六缸引擎版銷量遠低於預期。在2001年銷出22,486台之後，2004年的銷量跌破了10,000台的關口。
IS 200在歐洲和亞洲的銷情相對較為理想，但始終因如平治C級等德國對手的出現而走向下坡，這也證明凌志當時始終只是擁有較為微弱的全球地位，雖然凌志一系列的汽車在北美非常吃香，但在歐洲和其他市場的銷量仍然遠低於其德國主要對手。在歐洲，IS 300型號只提供5前速自動變速箱型號導致銷量惨淡。而競爭對手BMW3系和平治C級等對手都有提供3.0升引擎和搭載手動變速器的車型。
IS 200/300型號的內飾裡提供的一些獨有設備與其他的凌志型號有所不同。包括鍍鉻金屬排檔、彈出型導航屏幕、秒錶形錶板（另附幾個小儀錶顯示溫度、燃油消耗量和電壓等資料）。而第一代車尾燈外圍的裝飾更是不少汽車配件生產商模仿對象，生產一些可套用於其他型號汽車上。這種凌志首創，以一塊透明強化玻璃包圍內裡一個或多組車燈的組合，後來被業界稱之為“凌志款式”或“Altezza車燈款式”。
歐洲版本的IS 200運動型和IS 300有着很多區别，如IS 300的內飾用上了全真皮座椅，而非IS 200的真皮/造麂皮座椅，而且車上還裝有自動調光的車內後視鏡和車外後視鏡，及一對HID頭燈。
美國環保署把第一代IS型號列作小型汽車，雖然機械上它有足夠容積勝任普通汽車資格，但後部乘座空間卻只有小型汽車的尺寸。

### 改裝

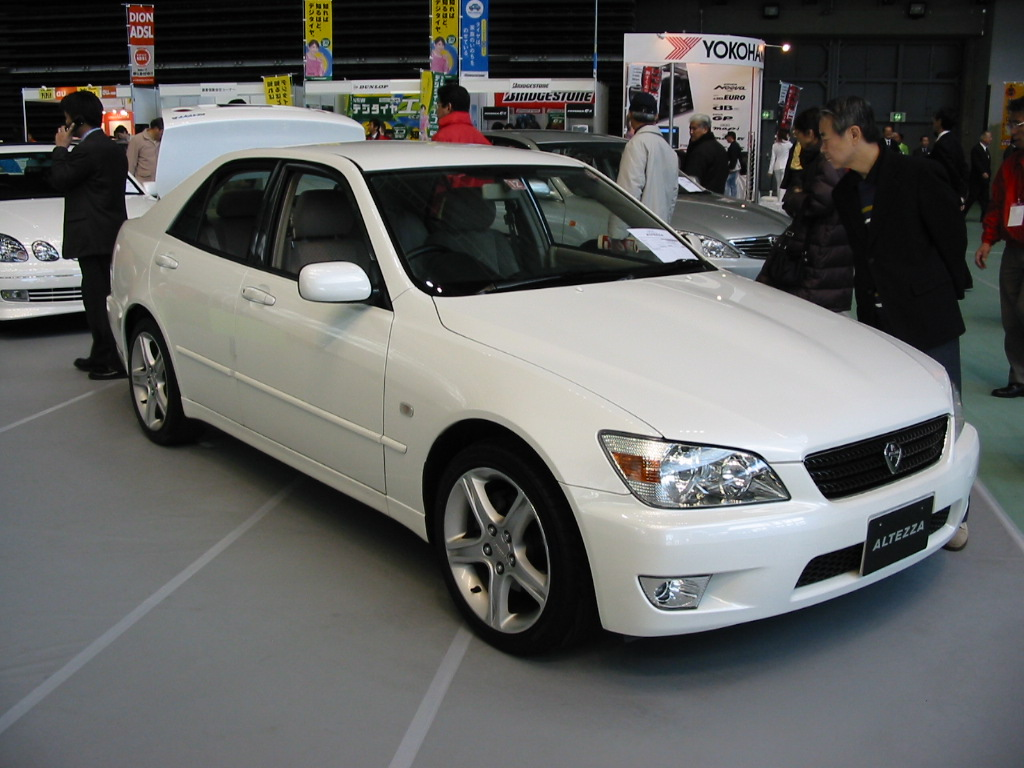
2001年款豐田Altezza

在日本，Altezza的改装车型多以RS200车型（搭载代号3S-GE的2.0升自然吸气直列四缸发动机）为主。
美国MillenWorks公司在2003年於內華達州拉斯維加斯的美國汽車用品協會（SEMA）改裝車展上首次亮相“IS 430”改装车型。配备了來自凌志GS的4.3升V8引擎（代号3UZ-FE）。虽然雷克萨斯对此表示并无将其量产化的想法，但这款车型却为2007年雷克萨斯推出IS F车型提供了参考。此外在美国也有改装者为其换上输出更强劲的3.0升双涡轮增压直列六缸发动机（代号2JZ-GTE）以提升性能。
在歐洲，豐田歐洲車队在IS 300的基础上为其更换上了配备机械增压的4.3升V8发动机，輸出動力达405匹，百公里加速只需4.5秒。此外豐田歐洲車隊（TTE，现Toyota Motorsport GmbH）还推出了专为Altezza AS200和雷克萨斯IS 200（搭载代号1G-FE的2.0升自然吸气直列六缸发动机）提供的機械增壓配件，可以从原有的160匹马力提升到230匹马力。可选多种配件，限量发售100部。
1999年，日本改装商Tom's推出基于Altezza RS200车型开发的“280T”车型，搭载含涡轮增压的2.0升直列四缸引擎（代号3S-GE）并可选多种配件，限量100辆，只在丰田Netz商店发行。

## 第二代（代號GSE20，2005年9月-2013年4月）
第二代IS于2005年9月开始生产，随着凌志正式引進日本市場，原有的“丰田Altezza”名稱停止使用。
第二代IS是繼2006年款中型豪華房車GS後，第二台依據L-finesse設計理念而生產的雷克萨斯车型。採用豐田N平台打造。新一代的IS除了以光滑和酷似雙門小轎車的外型作為特徵之外，其長坡度的汽車頂和以重疊箭頭狀設計為基調的車頭和窗門設計亦是特色之一。這個予人整體感覺向前的設計令不少人回想起早期的凌志LF-C概念車。
在日本、美國和加拿大市場共有三個版本發售：
| IS 250   |                                  |
| 引擎     | 2.5升V6引擎（代號4GR-FSE）       |
| 輸出     | 204匹馬力（152 kW）              |
| 變速器   | 6前速手動變速器／6前速自動變速器 |
| 驅動方式 | 後輪驅動、四輪驅動（AWD版）      |

| IS 350   |                             |
| 引擎     | 3.5L升V6引擎（代號2GR-FSE） |
| 輸出     | 306匹馬力                   |
| 變速器   | 6前速自動變速器             |
| 驅動方式 | 後輪驅動                    |

歐洲市場，共有兩個版本發售：
| IS 250   |                                  |
| 引擎     | 2.5升V6引擎（代号4GR-FSE）       |
| 輸出     | 204匹馬力                        |
| 變速器   | 6前速手動變速器／6前速自動變速器 |
| 驅動方式 | 後輪驅動                         |

| IS 220d  |                                      |
| 引擎     | 2.2升直列四缸柴油引擎（代号2AD-FHV） |
| 輸出     | 175匹馬力（130 kW）                  |
| 變速器   | 6前速手動變速器                      |
| 驅動方式 | 後輪驅動                             |

在中國大陸、汶萊和中東市場，另有以下這個版本發售：
| IS 300   |                                             |
| 引擎     | 3.0升V6引擎（沒有直接燃油噴注，代号3GR-FE） |
| 輸出     | 228匹馬力                                   |
| 變速器   | 6前速自動變速器                             |
| 驅動方式 | 後輪驅動                                    |

IS 250車型除日本、北美和歐洲市場外，還有在如澳洲、新西蘭、泰國、新加坡、香港（沒有手動變速器版本）、台灣和韓國市場有售。而搭載了柴油引擎的IS 220d只限歐洲市場有售。
第二代IS相較於第一代IS更具有豪華形象。有真皮座椅、電致發光的錶板及可選擇金屬色系或楓木的內飾。另外，凌志的“SmartAccess”無匙啟動系統成為了這一代IS的標準裝備。其他的設備還包括：電動天窗、電動後座拉簾和後車雷達等等。至於選配裝備方面則包括一個高解像度的輕觸性導航屏幕、藍芽、倒車攝錄機、及一套擁有14個揚聲器的Mark Levinson音响系统。除此之外，防撞系統的加入使IS成為了第一台搭载这一功能的入門級中型车。

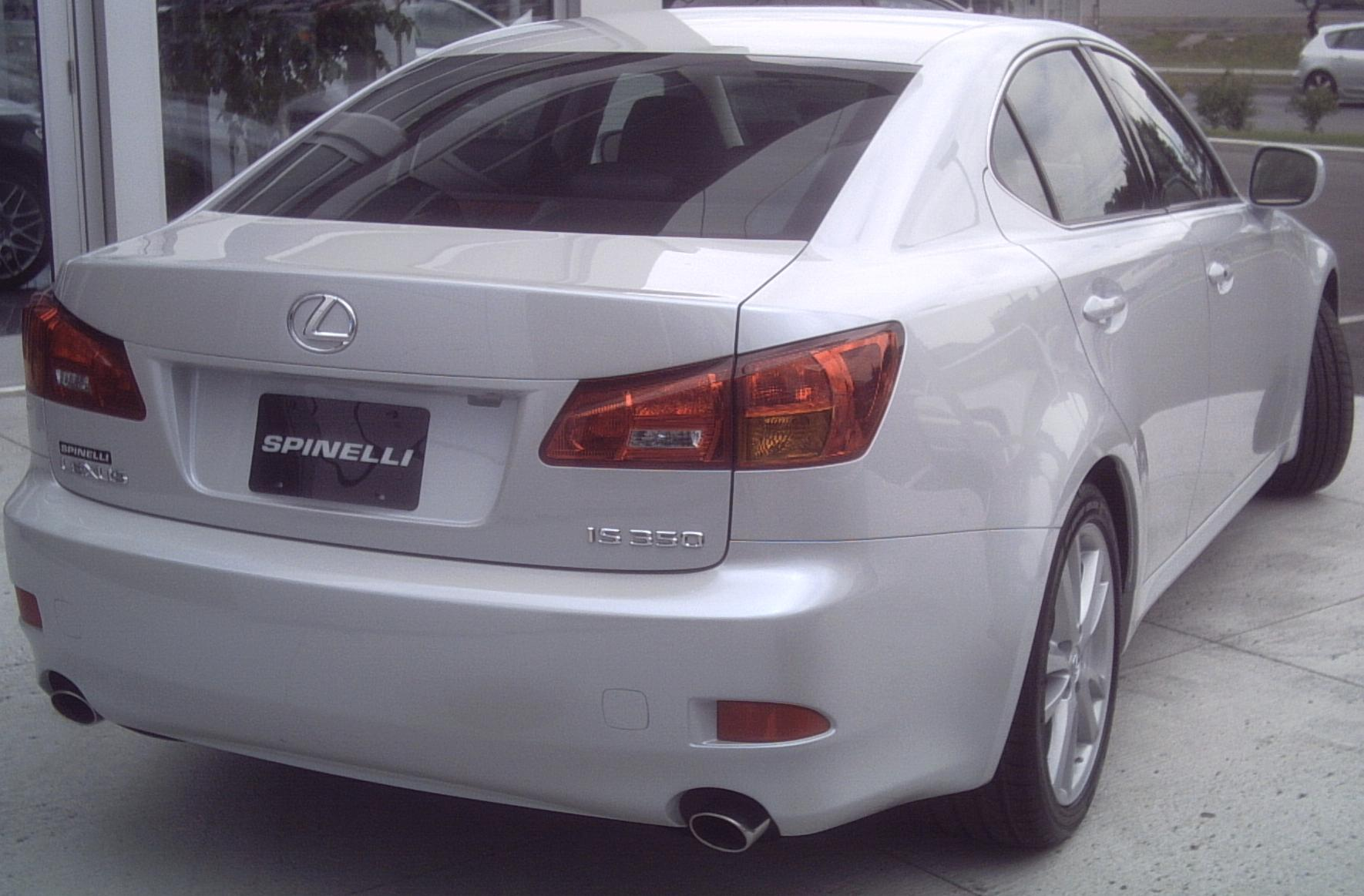
IS 350的發光二極管尾燈

IS 350在美國汽車雜誌《Road & Track》測試中，百公里加速達4.9秒。而轉載自一間汽車測試公司AMCI發表的獨立測試結果，評定IS為同級汽車中最快的一台。有人認為這標誌著凌志試水小型運動汽車市場。但IS的轉向不像BMW3系列般順暢，而後座足部空間仍然較窄。另外，IS 350只提供自動變速器版本而備受批评。
此外，2007年後的IS加設可以關閉電子稳定控制的功能。車頂上加入了一個鯊魚鰭形狀的天線。而且，Lexus還提供了一個名為“X-Package”的改裝項目，包括一台已改裝為適合賽車運動的避震機、18吋合金五輪輻式輪胎、發光的車門踏板及前擾流器。
2006年，该车在美国卖出49,000台，使它成為了當年十大銷量最佳汽車之一。在北美以外的市場，IS也帶領了整個凌志車系在歐洲的銷量，在歐洲、澳洲和南非市場，它都是凌志車系中銷量最佳的。

### 改裝
在2007年，日本的TOM'S改裝商改裝了一台IS 350，用上了經修改過的汽車發動機控制器（ECU）、全新的空氣過濾器、排氣管及一些强化操控性的配件等。

### IS C
IS F

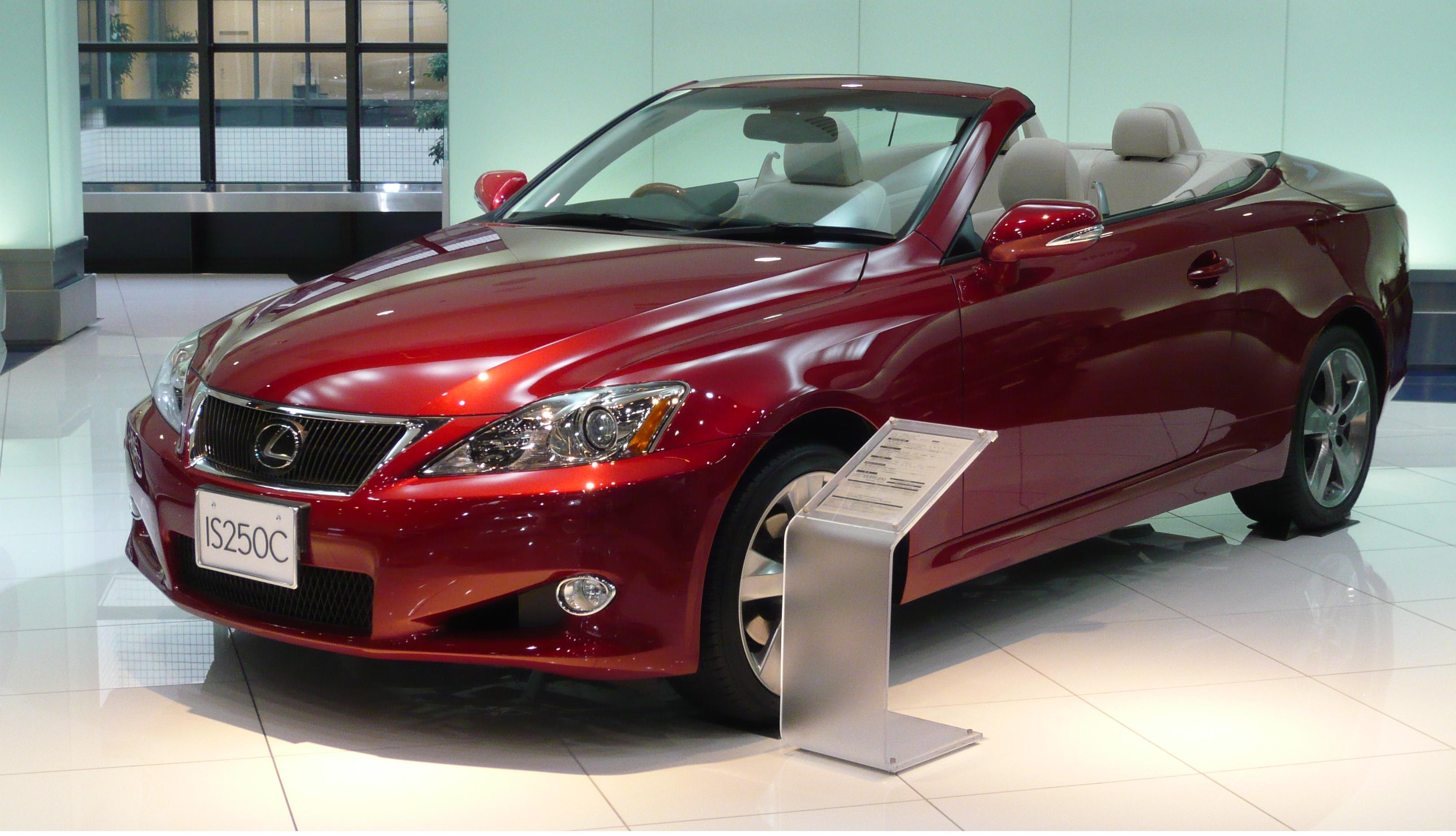
2009年款凌志IS C首次亮相於底特律汽車展

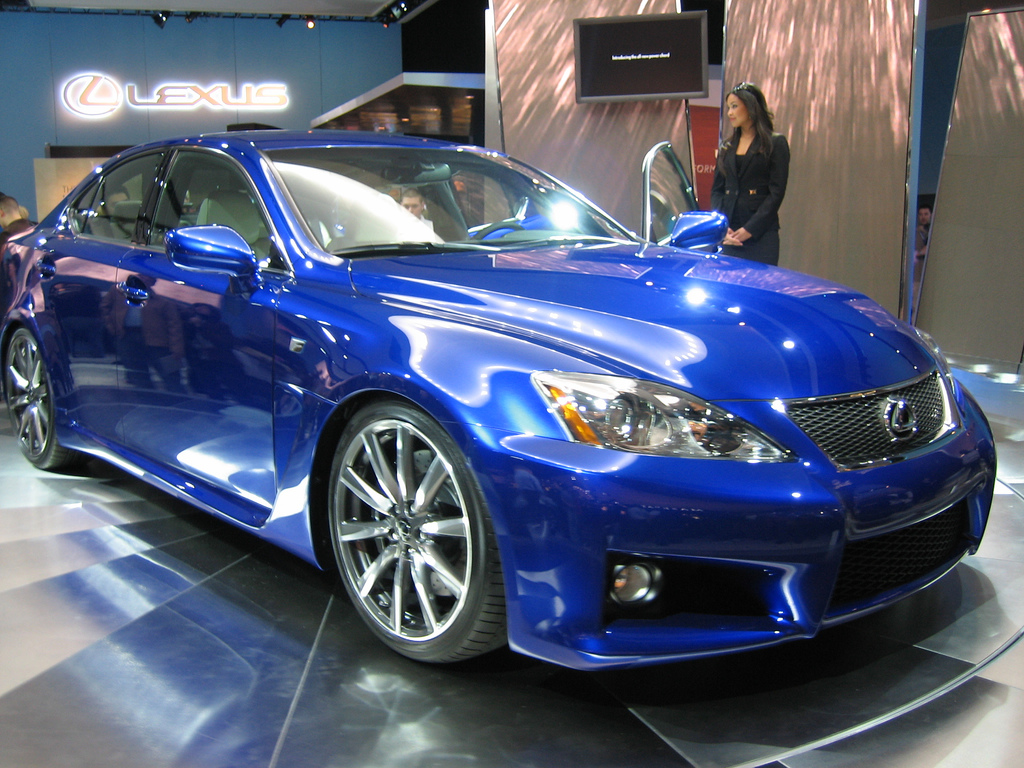
2008年款凌志IS F首次亮相於底特律汽車展

2006年12月6日，凌志官方發出了新聞稿，確認了IS F车型的存在。
2007年1月8日的北美國際汽車展，IS F正式亮相，搭載了一台5.0升自然吸气V8引擎（代号2UR-GSE），能夠輸出超過400匹马力及達350牛顿米的扭矩并配备8速自动变速箱，百公里加速只需4.9秒。
IS F所搭载的引擎亦同時擁有不少獨特之處，包括一個兩級的進氣系統、機油及變速器油冷卻器及一個為高速轉彎用的油泵。不過有关照片卻於早於官方公佈前幾小時已經被洩漏。

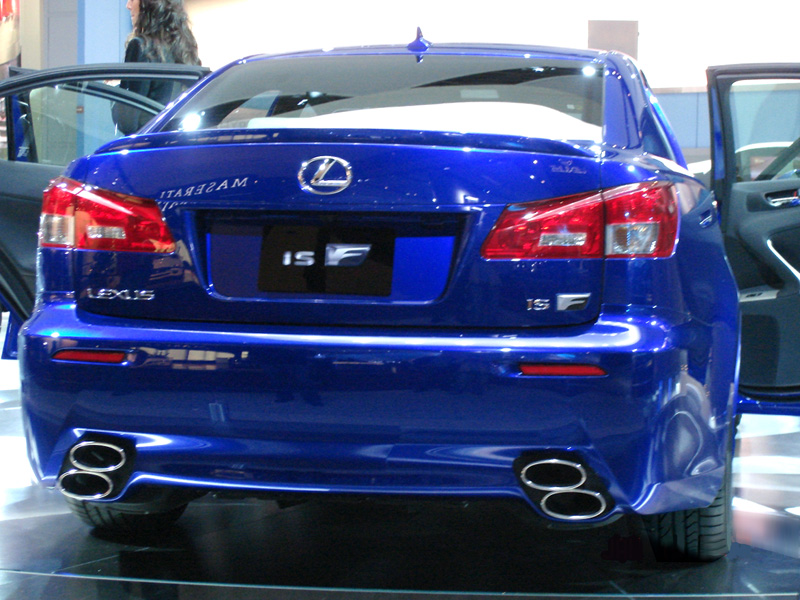
凌志IS F采用四個排氣管設計。

操控方面，IS F提供三種不同模式的丰田電子穩定控制系統（VDIM）、轮胎由普利司通或米其林提供，安装了Brembo煞車配件。其他的特別設計還包括一個裝有碳纖包圍的四人客艙、方向盤後方的翹板變速開關及19英吋鋁圈輪胎等。車身高度與一台標準IS比較被下降了1厘米（0.5英吋）。值得注意的是在IS-F車尾部份，左右每邊兩個垂直擺放着四個排氣管。
《Autoweek》汽車雜誌透露，凌志或許只會生產1,000台IS F提供给美國市場，但凌志方面未証實有關數字。这一杂志認為IS F的最高時速可達320公里。但由於這會與同級汽車的可接受水平出現矛盾，所以使一些汽車新聞網站紛紛對他們的消息感到懷疑。一個凌志IS車迷網站的編輯和代表附上了凌志的新聞稿指出《Autoweek》提出的320公里及生产1,000台车型可能是錯誤引用了LF-A概念車的數據，因為凌志称LF-A可達時速200英里。同年凌志英國的高層在一個訪問中透過英國市场限量发行150台IS F。

## 第三代（代號XE30，2013年至今）
於2013年1月發布，設計源自2012年巴黎車展的LF-CC 概念車，外觀導入了Spindle Grille紡錘型水箱，頭燈組更首度採用獨立式L型日行燈。動力配置分別為2.5升汽油(IS250)、2.5升油電混合(IS300h)和3.5升汽油(IS350)，其中2.5升油電混合是IS系列中首款油電混合版本。iS250與IS350的引擎與前款相同，但有稍微調較，最大馬力/最大扭矩分別為204匹/25.5公斤米和306匹/38.2公斤米。IS300h採用2.5升直列四缸引擎與電動馬達之組合，汽油引擎與電動馬達的最大馬力/最大扭力分別為174匹/21.9牛顿米與141匹/30.6牛顿米，合計馬力達220匹。
IS250與IS350四驅版採用6速手自動變速箱，IS300h則是採用CVT無段變速系統，而IS350後驅版則採用源自IS F的8速手自动变速箱。驅動方式有前置後驅和四輪驅動。雙A臂前懸吊系統經進一步調校，剛性與反應都有提升，後懸吊系統則採用了新一代GS的多連桿配置，貼地效果更出色。配置駕駛模式選擇系統，提供Eco、Normal、Sport等模式，IS350還備有Sport+高性能模式。軸距較上一代增長了70 mm，車內空間因而受益，後排乘員的膝部空間增加了85 mm。為了增強空間的靈活度與彈性，首度為其配置6/4分離之後排座椅。
此外，該車型推出了F-Sport版。F-Sport版的前後懸吊以及EPS電子輔助轉向系統都進行了專門的調校，底盘也更傾向於運動化。IS350 F-Sport配備Variable Gear Ratio Steering可變齒比轉向系統。F-Sport版儀錶台內採用與Lexus LFA類似的方向盘，方向盤界面和内饰風格亦取自LFA，車色還提供LFA白(Nova White)選擇。
在2016年、2020年進行了2次改款，2020年改款后引入了蘋果的CarPlay和Google的Android Auto功能。
2021年，雷克萨斯在北美推出IS 500 F Sport Performance車型，搭载5.0升V8自然吸氣引擎（代號2UR-GSE），可输出477匹馬力。

## 獎項
- 2001年：美國汽車估價行Kelley Blue Book（英语：Kelley Blue Book）「2001年最佳保值獎」（第一代IS 300）[21]
- 2005年：美國市場調查公司J.D.Power「最佳入門級豪華汽車」（第一代IS 300／IS 300 SportCross）[22]
- 2006年：美國市場調查公司J.D.Power「最佳入門級豪華汽車」（第二代IS 250／IS 350）[23]
- 2006年：英國汽車雜誌《Top Gear》「2006年最佳行政座驾」（第二代IS）
- 2006年：加拿大汽車記者協會「加拿大全年最佳汽車 - 最佳新科技獎」（第二代IS 350）[24]
- 2006年：澳洲汽車雜誌《Wheels》「全年最佳汽車」、「世界全年最佳汽車」（第二代IS）[25]
- 2006年：美國汽車買賣雜誌《Ward's Auto（英语：Ward's AutoWorld）》「2006年華德十大最佳汽車引擎」（第二代IS 350 V6引擎）[26]
- 2007年：美國汽車買賣雜誌《Ward's Auto（英语：Ward's AutoWorld）》「2006年華德十大最佳汽車引擎」（第二代IS 350的V6引擎）
- 2007年：德國漢諾威國際設計論壇「國際設計論壇產品設計獎」（第二代IS）[27]
- 2007年：德國柏林報章《Bild am Sonntag》豪華汽車組「金方向盤獎」（2007年款IS）